# ホテルモントレ ラ・スール大阪
ホテルモントレ ラ・スール大阪（英: Hotel Monterey Lasoeur Osaka）は、大阪市中央区城見二丁目にあるホテルモントレグループのホテル。ホテルのテーマは「アメリカンアール・デコ」。

## 概要
JR京橋駅、京阪京橋駅、TWIN21とペデストリアンデッキで直結。各駅から10分圏内に位置している。
近くにホテルモントレ株式会社の創立者が収集したコレクションを公開・展示する山王美術館がある。

## 近隣施設
- 大阪城 - 徒歩約25分
- 海遊館 - 電車で約40分
- 住吉大社 - 電車で約45分
- 大阪天満宮・天満天神繁昌亭 - 電車で約20分
- 大阪市立住まいのミュージアム「大阪くらしの今昔館」 - 電車で約20分
- 和宗総本山・四天王寺 - 電車で約35分
- 黒門市場 - 電車で約30分
- 新世界・通天閣 - 電車で約30分
- 道頓堀・心斎橋 - 電車で約20分
- 難波八阪神社 - 電車で約35分
- 梅田スカイビル - 電車で約30分

## アクセス

### 鉄道
- JR

JR大阪環状線・東西線「京橋」駅 西口よりOBP連絡通路にて徒歩約5分
- 地下鉄

大阪メトロ長堀鶴見緑地線「大阪ビジネスパーク」駅 4番出口より徒歩約5分
- 私鉄

京阪電車「京橋」駅 片町口よりOBP連絡通路にて徒歩約5分

### 自動車
- 【下り】阪神高速東大阪線「法円坂出口」を出て直進、森之宮駅交差点を左折してOBPへ
- 【上り】阪神高速東大阪線「森之宮出口」より法円坂交差点を右折し、1つ目の馬場町交差点を右折、森之宮駅前交差点を左折しOBPへ